# Mali Brušnjak
Koordinati:   44°23′52″N, 14°58′36″E
Mali Brušnjak je majhen nenaseljen otoček v Jadranskem morju, ki pripada Hrvaški.
Otoček leži med Velikim Brušnjakom in Maunom, od katerega je oddaljen okoli 0,6 km. Njegova površina meri 0,041 km². Dolžina obalnega pasu je 0,81 km.